# Oto Klempíř
Oto Klempíř (* 20. května 1963 Kyjov, Československo) je český zpěvák, textař, rapper, scenárista, básník a kreativec.

## Život
Vyrůstal v Moravském Písku. Po ukončení studia na gymnáziu v Uherském Hradišti působil v české rockové hudební skupině Garage a začal psát texty pro hvězdy české pop music. V roce 1999 vydal svou první básnickou sbírku s názvem: "Je tu dostatečný počet statečných?". Další sbírka s názvem: "Antiranař" vyšla v roce 2002.
Je autorem textů české funkově-rockové skupiny J.A.R. (Jednotka Akademického Rapu nebo také Jaromír a Radomír), která vznikla 17. listopadu 1989. Do roku 2025 působil také jako frontman kapely. Po oznámení kandidatury do sněmovních voleb 2025 dne 1. srpna 2025 musel kapelu opustit, aby nebyla kapela spojována s žádným politickým subjektem.
Na svém prvním sólovém albu Špička spolupracoval se slovenským baskytaristou, producentem, dirigentem a skladatelem Oskarem Rózsou.
Podílel se na hudbě k filmům Snowboarďáci, Rafťáci a Rock podvraťáků. Zároveň je i autorem scénářů k filmům Czech Made Man a Hranaři.
Na jaře roku 2014 zasedl do poroty česko-slovenské verze celosvětově známé televizní pěvecké soutěže X Factor, a to po boku Celeste Buckingham, Ondřeje Brzobohatého a Sisi Lelkes Sklovské.

## Politické působení
V roce 2017 se podílel na marketingu České pirátské strany před volbami do Poslanecké sněmovny. V letech 2018 a 2019 pomáhal s kampaní Občanské demokratické straně.
V roce 2019 se v rozhovoru pro pořad Prostor X přiznal ke spolupráci s StB od roku 1984.
Jako nestraník vede v Plzeňském kraji kandidátku strany Motoristé sobě do sněmovních voleb v roce 2025. Krátce po oznámení své kandidatury s ním ukončila spolupráci stanice CNN Prima News, kde do té doby působil jako odborník na politický marketing. Spolupráci s ním pozastavil rovněž Český rozhlas Vltava, na kterém vystupoval v pořadu Sedmé nebe.